# Шомов, Румен
Румен Шо́мов (болг. Румен Шомов; р. 5 марта 1951, София) — болгарский поэт, писатель, драматург. Переводчик литературы русского авангарда на болгарский язык.

## Биография
Румен Шомов родился 5 марта 1951 года в Софии.
В 1973 году окончил Всесоюзный государственный институт кинематографии (ВГИК) в Москве по специальности «Экономика кино и телевидения».
Работал редактором в Научно-исследовательском институте Комитета телевидения и радио. Был редактором в детской редакции и редакции драматургических программ БНТ; редакцию драматургических программ позже возглавил. Писал пьесы для Сатирическо-танцевального театра города Габрово. Был редактором программы «Хр. Ботев» Болгарского национального радио. В 2001—2003 годах преподавал драматургию в Артколедже аудиовизуальных и сценических искусств в Софии.
Автор многочисленных детских пьес и пьес для взрослых.
Переводчик литературы русского авангарда на болгарский язык

## Участие в творческих и общественных организациях
- Член Ассоциации кинодраматургов[1]
- Член Союза болгарских писателей[1]

## Награды и премии
- Международная отметина имени отца русского футуризма Давида Бурлюка[2]